# Franz Reichle
Franz Reichle (* 3. Oktober 1949 in Wattwil) ist ein Schweizer Filmemacher und Hochschullehrer.

## Leben
Reichle wuchs im Toggenburg auf und studierte an der Schule für Gestaltung Zürich Grafik und an der Hochschule für bildende Künste Hamburg visuelle Kommunikation und Film. In Zürich begann er 1981 an der damaligen Schule für Gestaltung mit dem Aufbau der ersten filmgestalterischen Ausbildung in der Schweiz. In den späten achtziger Jahren realisierte er mit dem Dokumentarfilm Traumzeit die erste schweizerisch-sowjetische Koproduktion. Er hielt sich in der Folge sieben Jahre in Ulan-Ude und am Baikalsee auf, wo er Berichte und Erzählungen für Fernsehen und Printmedien realisierte, unter anderem für die Erfolgsserie Moskau-Peking von SF1. Als Autor und Regisseur, teilweise auch als Produzent, Kameramann, Tonmann und Editor, realisierte er hauptsächlich abendfüllende Dokumentarfilme. Zu den bekanntesten zählen Das Wissen vom Heilen (1997) über die tibetische Medizin und Monte Grande – Was ist Leben? (2004) über den Biologen und Philosophen Francisco Varela.
Von 2004 bis 2012 war er Professor für Bewegtes Bild/Film an der Zürcher Hochschule der Künste. Zudem arbeitet er seit 2009 in einer eigenen Praxis als Therapeut für Ayurveda-Massagen.

## Filmografie
- 1976: Rosmarie, Susanne, Ruth (Dokumentarfilm)
- 1981: Jahreswende (Installation)
- 1986: Augenblick (Experimentalfilm)
- 1990: Lynx (Dokumentarfilm)
- 1992: Traumzeit (Dokumentarfilm)
- 1993: Leben am Baikal (Kurzfilm)
- 1993: Burjatien und der Machtkampf in Moskau (Kurzfilm)
- 1994: Saizew Moda (Kurzfilm)
- 1997: Das Wissen vom Heilen (Dokumentarfilm)
- 2004: Monte Grande – Was ist Leben? (Dokumentarfilm)
- 2011: Francisco Cisco Pancho – Autobiografie von Francisco Varela (Dokumentarfilm)
- 2016: Mind & Life – Early Dialogues (Dokumentarfilm)

## Bücher
- Das Wissen vom Heilen – Tibetische Medizin (Oesch Verlag, Neuerscheinung 2012 im AT Verlag)